# Epidemiologia do sono
Epidemiologia do sono é um ramo emergente da disciplina da epidemiologia. É um campo de crescente investigação científica, com o primeiro artigo epidemiológico moderno documentado tendo sido realizado em 1979.
Há um amplo interesse na pesquisa do sono no Reino Unido, Europa e no mundo. No Reino Unido e Estados Unidos isto se manifesta em centros de investigação que muitas vezes têm laboratórios do sono onde os padrões de sono e as condições dos indivíduos podem ser observados, bem como o efeito de diversos tratamentos. Da mesma forma a avaliação e tratamento dos distúrbios do sono é evidente nos centros de cuidados da saúde e centros clínicos, algumas vezes em parceria com universidades.

## Introdução
Há um crescente reconhecimento da importância do sono na nossa saúde e bem-estar. O campo de pesquisa sobre o sono tem sido liderado principalmente pela disciplina da psicologia, centrando-se, por exemplo, nos estudos sobre o movimento rápido dos olhos (sono REM), os sonhos e a consolidação das memórias. Profissionais médicos e clínicos têm tido menos interesse nas causas e consequências do bom sono ou do sono pobre. É frequentemente usado como um sinal de doença preexistente, como a depressão. Mais recentemente a pneumologia tem desenvolvido métodos para a identificação de distúrbios respiratórios do sono, como a apneia obstrutiva do sono.
Como consequência, o campo da medicina do sono tem se tornado cada vez mais uma sub-especialidade da medicina. A fim de fornecer evidências para esta especialidade médica, a epidemiologia do sono fornece dados sobre a incidência e prevalência da boa ou má qualidade do sono. Isto permite que a coleta de evidências para as causas e consequências da quantidade e da qualidade do sono na população. Estudos fornecem a direção para a investigação sobre intervenções no sono para melhorar a saúde e bem-estar. Os Estados Unidos dominam este campo. A epidemiologia do sono tem fornecido evidências para a associação entre o sono e várias doenças, particularmente doenças cardiovasculares e metabólicas, tais como diabetes e doença cardiovascular. Também há relação a fatores de risco conhecidos para doenças, como a obesidade.

## Campos relacionados
Epidemiologia do sono baseia-se em campos como: medicina do sono, estatística, psicologia, epidemiologia, economia, biologia e matemática.

## Revistas
- Stanford Journal of Sleep Epidemiology